# Anisosepalum
Anisosepalum, biljni rod u porodici primogovki smješten u potporodicu Nelsonioideae. Sastoji sde od tri afričke vrste.
Rod je opisan u Notes from the Royal Botanic Garden, Edinburgh 31: 377. 1972.

## Vrste
1. Anisosepalum alboviolaceum (Benoist) E.Hossain
2. Anisosepalum humbertii (Mildbr.) E.Hossain; tipična vrsta, D.R.Kongo; Ruanda; Burundi; Uganda; Tanzanija.
3. Anisosepalum lewallei Bamps